# بريمة (دوعن)

'

تعديل مصدري - تعديل

بريمة هي إحدى قرى عزلة صيف بمديرية دوعن التابعة لمحافظة حضرموت، بلغ تعداد سكانها 178 نسمة حسب تعداد اليمن لعام 2004.